# Sluipende schizofrenie
Sluipende schizofrenie (Russisch: вялотеку́щая шизофрени́я) was een vermeende psychische aandoening die door Sovjetpsychiaters werd herkend bij patiënten die onder andere symptomen vertoonden van "hervormingswanen, een volhardend karakter en een verdraaide voorstelling van zaken". Hierbij ging het voornamelijk om dissidenten die de leidende marxistisch-leninistische ideologie van de Sovjet-Unie afwezen. 
Het was een diagnostische categorie die in de Sovjet-Unie werd gebruikt om te beschrijven wat werd beweerd een vorm van schizofrenie te zijn. Deze vorm werd gekenmerkt door een langzaam progressief verloop. De diagnose werd zelfs gesteld bij patiënten die geen symptomen van schizofrenie of andere psychoses vertoonden, in de veronderstelling dat deze symptomen later wel zouden optreden. De diagnose werd beschouwd als een schoolvoorbeeld van politiek misbruik van psychiatrie in de Sovjet-Unie.
Trage schizofrenie was een beruchte diagnose die werd gebruikt door Sovjetpsychiaters, vanwege het gebruik ervan tegen politieke dissidenten.  Nadat ze uit een ziekenhuis waren ontslagen met de diagnose trage schizofrenie werden ze beroofd van hun burgerrechten, geloofwaardigheid en inzetbaarheid.  Het gebruik van deze diagnose is internationaal veroordeeld.
In de Russische versie van de 10e herziening van de International Statistical Classification of Diseases and Related Health Problems (ICD-10), die al lang in het huidige Rusland wordt gebruikt, wordt trage schizofrenie niet langer vermeld als een vorm van schizofrenie, maar het is nog steeds opgenomen als een Schizotypische persoonlijkheidsstoornis in sectie F21 van hoofdstuk V.
Volgens Sergei Jargin wordt de Russische term "Вялотекущая (vjalotekoesjsaja)" nog steeds gebruikt en wordt deze nu in Engelse samenvattingen van artikelen niet als "traag" maar als "traag progressief" vertaald.

## Ontwikkeling van de theorie
In de jaren zestig ontwikkelde professor Andrej Snezjnjevski een nieuwe classificatie van psychische stoornissen met een bijbehorende set diagnostische criteria. Hij was de meest prominente theoreticus van de Sovjetpsychiatrie en directeur van het Instituut voor Psychiatrie van de Academie voor Medische Wetenschappen van de Sovjet-Unie. Snezjnjevski en zijn collega's die het concept ontwikkelden, werden gesteund door Sovjetpsychiaters als Fedor Kondratjev, Sergej Semjonov en Yakov Froemkin. Allen waren lid van de "Moskouse school" voor psychiatrie.
De diagnose werd uitsluitend gebruikt in de Sovjet-Unie en verschillende Oostbloklanden, tot de val van het communisme die in 1989 begon. De diagnose is al langere tijd in diskrediet vanwege de wetenschappelijke mankementen, en het gebruik ervan als middel om andersdenkenden beperkingen op te leggen. De ziekte is nooit erkend buiten de Sovjet-Unie, noch door internationale organisaties zoals de Wereldgezondheidsorganisatie.  
Een meerderheid van de experts is van mening dat het concept is ontwikkeld in opdracht van de Sovjet-geheime dienst (KGB) en de Communistische Partij.

## Gebruik tegen politieke dissidenten
Psychiatrische diagnoses zoals trage schizofrenie werden in de Sovjet-Unie voor politieke doeleinden gebruikt, het meest tegen dissidenten. Het was een bron van zelfbedrog onder psychiaters om hun geweten te sussen in de tijd dat doktoren handelden in naam van een politiek systeem. De Amerikaanse psychiater Peter Breggin wijst erop dat de term "trage schizofrenie" is bedacht om onvrijwillige behandeling van politieke dissidenten met medicijnen, die normaal worden gebruikt voor psychiatrische patiënten, te rechtvaardigen.
Academisch psychiater en hoogleraar Joeri Noeller uit Sint-Petersburg merkte op dat het concept psychiaters in staat stelde om schizoïde karaktertrekken op deze manier als vroegtijdige symptomen van het onvermijdelijke voortschrijdende proces te benoemen. Ze worden dan niet gezien als  persoonlijkheidskenmerken die inherent zijn aan het individu, waarvan de ontwikkeling kan afhangen van externe factoren. Hetzelfde gold ook voor een aantal andere persoonlijkheidsstoornissen. Ondanks een aantal controversiële uitgangspunten, maar in overeenstemming met de tradities van de toenmalige Sovjetwetenschap, kreeg Snezjnjevski's hypothese de status van dogma. Het concept van Snezjnjevski bleek psychologisch comfortabel te zijn voor veel psychiaters, waardoor ze bij het stellen van een diagnose geen twijfel meer zouden ondervinden.
Op heimelijk bevel van de KGB werden duizenden sociale en politieke hervormers opgesloten in psychiatrische ziekenhuizen nadat ze waren gelabeld met de diagnose trage schizofrenie. Snezjnjevski stelde zelf de diagnose van, of was anderszins betrokken bij, een reeks beroemde dissidente zaken. In tientallen gevallen tekende hij persoonlijk een commissiebesluit over geestelijk gezonde dissidenten, waaronder Vladimir Boekovski, Natalja Gorbanevskaja, Leonid Pljoesjs, Mikola Plachotnjoek, en Pjotr Grigorenko. Ook Michail Gorbatsjov werd als dusdanig gediagnosticeerd. Veel van deze patiënten werden 'behandeld' in het Serbski-instituut in Moskou.